# جوز مجنح
الجَوْز المُجَنَّح (اللحية الزرقاء: بالصينية 莸属 you shu) (الاسم العلمي: Caryopteris)، جنس نباتات مُزهرة من فصيلة الشفوية (التي كانت توضع في كثير من الأحيان سابقًا في فصيلة اللويزية). أعطانها الأصلية في شرق آسيا (الصين وكوريا واليابان ومنغوليا).